# فالبرگ
فالبرگ (به آلمانی: Vahlberg) یک شهر در آلمان است که در Elm-Asse واقع شده‌است. فالبرگ ۸۲۱ نفر جمعیت دارد.